# Pszeudo-Máté evangéliuma
Pszeudo-Máté evangéliuma, amelyet néha Máté protoevangeliumának is neveznek, egy újszövetségi apokrif irat, amely Mária születését és Jézus gyermekkorát írja le. Egyike a csecsemőevangéliumoknak, amelyek azt a Jézus születésétől 12 éves koráig tartó időszakot próbálják kitölteni, amelyet Máté és Lukács csak felületesen ír le.
Az evangélium tartalma nagyrészt Jakab protoevangéliumán alapul, de kiegészíti azt az Egyiptomba való menekülés leírásával, és Tamás gyermekkor-evangéliumának egy átszerkesztett változatával. Ezen kívül ebben az evangéliumban szerepel először az az állítás, miszerint Jézus születésénél jelen volt egy ökör és egy szamár.
Nagy hatással volt a középkori gondolkodásra, részben azért, mert bekerült a Legenda Aureába. Emiatt számos új mű készült belőle, például a Libellus de Nativitate Sanctae Mariae és az arab gyermekségtörténet.

## Külső hivatkozások
- The Gospel of Psuedo-Matthew – a szöveg angol fordítása a The Gnostic Society Library oldalán